# Сивидаде
Сивида́де (порт. Cividade) — район (фрегезия) в Португалии, входит в округ Брага. Является составной частью муниципалитета Брага. Находится в составе крупной городской агломерации Большое Минью. По старому административному делению входил в провинцию Минью. Входит в экономико-статистический субрегион Каваду, который входит в Северный регион. Население составляет 1422 человека на 2011 год. Занимает площадь 0,28 км².
В 2013 году в результате реформы административного устройства район как самостоятельная административная единица был упразднён и вошёл в состав объединённого района, включающего территории Машиминуш, Се и Сивидаде (порт. União das Freguesias de Braga (Maximinos, Sé e Cividade)), с центром в Машиминуш.

## Достопримечательности
Район расположен на одноимённом холме, на котором был центр римского поселения Bracara Augusta. В окрестностях, несмотря на относительно плотную городскую застройку, сохранилось несколько археологических участков доримской и римской эпох.
- Купальни доримской эпохи (порт. Balneário Pré-Romano de Bracara) 41°32′56″ с. ш. 8°26′03″ з. д.HGЯO
- Римские бани (порт. Termas romanas de Maximinos), I-IV вв.41°32′46″ с. ш. 8°25′46″ з. д.HGЯO

## Демография
| 1970  | 1981  | 1991  | 2001  | 2011  |
| 1 430 | 2 945 | 2 032 | 1 884 | 1 422 |